# Anthracocarpon virescens
Anthracocarpon virescens är en svampart som först beskrevs av Alexander Zahlbruckner, och fick sitt nu gällande namn av Breuss. Anthracocarpon virescens ingår i släktet Anthracocarpon och familjen Verrucariaceae.   Inga underarter finns listade i Catalogue of Life.